# Talon Karrde
Talon Karrde es un personaje del universo expandido de La Guerra de las Galaxias.
Contrabandista, comenzó trabajando como empleado de Jorj Car'das, quien abandonó su negocio tras un extraño suceso en Dagobah. Karrde y Booster Terrik tomaron el control de los negocios de Car'das, aunque Booster fue arrestado y enviado a Kessel.
Durante un safari, encontró a Mara Jade y la reclutó para su organización, convirtiéndose más tarde en su principal ayudante. La organización de Karrde, entretanto, se expandió para convertirse en uno de los principales grupos contrabandistas de la galaxia, comparable con el de Jabba the Hutt en extensión y poder, aunque no en brutalidad. Además, Karrde quería pasar mucho más desapercibido que Jabba, hasta el punto que el año 9 después de la batalla de Yavin, Han Solo (que también conocía a Karrde de sus propios días de contrabandista) se sorprendió bastante al averiguar que el grupo de Karrde era el mayor de la galaxia.
El objetivo de Karrde era ser neutral en la Guerra Civil Galáctica, pero debido a las actividades en su base principal, Myrkr, del Gran Almirante Thrawn terminó tomando partido por la Nueva República, aunque insiste obstinadamente en decir que es neutral. No obstante, el Imperio decide que es una amenaza y lo toma prisionero. Luke Skywalker, quien había sido salvado por Karrde cuando fue encontrado en un X-Wing averiado, colabora con Mara Jade para rescatarlo. Karrde, deseando recompensarlo, proporciona a la Nueva República la situación de la Flota Katana, un grupo de combate mecanizado que se había perdido en el espacio.
Durante la serie La Nueva Orden Jedi, Karrde colabora estrechamente con Lando Calrissian para formar la Alianza de Contrabandistas, que ayuda a la Nueva República en varias batallas importantes.
Karrde, aunque contrabandista, es un hombre refinado y de buen gusto, que encuentra piezas de colección únicas, personal capacitado y datos extraños con regularidad. Su negocio es el contrabando, pero su principal pasión es la recogida de información; puede deducir mucho de datos y comentarios escasos, del mismo modo en que el Gran Almirante Thrawn es capaz de analizar una cultura a partir de su arte. Durante la Crisis de Thrawn, Karrde funciona (involuntariamente) como antagonista de Thrawn, ayudando a cerrar las fracturas abiertas por Thrawn en toda la galaxia, usando el arma más poderosa en el conflicto, – la información – para oponerse a Thrawn en lo posible. Para fastidio de Karrde, esto a menudo conlleva ayudar a la Nueva República.
Le encanta usar juegos de palabras a sus naves espaciales, como la Wild Karrde (traducible como Salvaje Karrde, pero también como Comodín), la Uwana Buyer (que se puede entender como You wanna buy 'er, ¿Quieres comprarla) o la Starry Ice (literalmente, Hielo de Estrellas, pero también Ojos brillantes como estrellas, ya que suena como Starry Eyes).
Para el Juego de Cartas Star Wars, el creador del personaje, Timothy Zahn, fue caracterizado como Talon Karrde.